# Classe Cakra
 (avril 2021).
La mise en forme du texte ne suit pas les recommandations de Wikipédia : il faut le « wikifier ».
Les points d'amélioration suivants sont les cas les plus fréquents :
- Les titres sont pré-formatés par le logiciel. Ils ne sont ni en capitales, ni en gras.
- Le texte ne doit pas être écrit en capitales (les noms de famille non plus), ni en gras, ni en italique, ni en « petit »…
- Le gras n'est utilisé que pour surligner le titre de l'article dans l'introduction, une seule fois.
- L'italique est rarement utilisé : mots en langue étrangère, titres d'œuvres, noms de bateaux, etc.
- Les citations ne sont pas en italique mais en corps de texte normal. Elles sont entourées par des guillemets français : « et ».
- Les listes à puces sont à éviter, des paragraphes rédigés étant largement préférés. Les tableaux sont à réserver à la présentation de données structurées (résultats, etc.).
- Les appels de note de bas de page (petits chiffres en exposant, introduits par l'outil «  Source ») sont à placer entre la fin de phrase et le point final[comme ça].
- Les liens internes (vers d'autres articles de Wikipédia) sont à choisir avec parcimonie. Créez des liens vers des articles approfondissant le sujet. Les termes génériques sans rapport avec le sujet sont à éviter, ainsi que les répétitions de liens vers un même terme.
- Les liens externes sont à placer uniquement dans une section « Liens externes », à la fin de l'article. Ces liens sont à choisir avec parcimonie suivant les règles définies. Si un lien sert de source à l'article, son insertion dans le texte est à faire par les notes de bas de page.
- La présentation des références doit suivre les conventions bibliographiques. Il est recommandé d'utiliser les modèles {{Ouvrage}}, {{Chapitre}}, {{Article}}, {{Lien web}} et/ou {{Bibliographie}}. Le mode d'édition visuel peut mettre en forme automatiquement les références.
- Insérer une infobox (cadre d'informations à droite) n'est pas obligatoire pour parachever la mise en page.

Pour une aide détaillée, merci de consulter Aide:Wikification.
Si vous pensez que ces points ont été résolus, vous pouvez retirer ce bandeau et améliorer la mise en forme d'un autre article.
La classe Cakra est une classe de deux sous-marins d'attaque conventionnels de type 209/1300 développés par Howaldtswerke-Deutsche Werft en Allemagne qui ont été achetés et mis en service par la marine indonésienne dans les années 1980.

## Développement
Les sous-marins de la classe Cakra ont été commandés le 2 avril 1977, conçus par Ingenieur Kontor Lübeck (IKL), construits par Howaldtswerke-Deutsche Werft à Kiel et vendus par Ferrostaal d'Essen - tous agissant ensemble en tant que consortium ouest-allemand. Le chantier commença respectivement le 25 novembre 1977 et en mars 1978 pour les deux sous-marins, qui ont été achevés respectivement le 18 mars 1981 et le 6 juillet 1981. Il y avait des plans pour construire deux autres bateaux de la même classe mais finalement aucun autre bateau ne fût construit.
Le 25 septembre 1997, l'Indonésie a repris deux anciens sous-marins allemands de type 206 avec l'intention de les remettre en état, suivis de trois autres. Les fonds se sont épuisés en juin 1998 et l'ensemble du projet a ensuite été annulé. De nouveaux projets d'acquisition de sous-marins en Corée du Sud ont été annoncés en octobre 2003. Ensuite, il a été révélé que l'approvisionnement prévu était la classe Chang Bogo, dont les membres sont maintenant en service indonésien sous le nom de classe Nagapasa.

## Conception
Les sous-marins de la classe Cakra ont des batteries de grande capacité avec des cellules plomb-acide GRP et un refroidissement de batterie fourni par Wilhelm Hagen AG.

## Histoire opérationnelle
En 1999-2000, les relations entre l'Indonésie et l'Australie ont été tendues à la suite du référendum sur l'indépendance du Timor oriental, au cours duquel la population du Timor oriental a voté pour prendre son indépendance de l'Indonésie.
Pendant l'intervalle entre l'annonce du résultat du référendum et sa ratification et le retrait de ses forces par l'Indonésie, une force internationale de maintien de la paix pour le Timor oriental, appelée INTERFET, a été annoncée. Un navire de transport de la Royal Australian Navy HMAS Kanimbla, devait servir de poste de commandement INTERFET. Alors que le Kanimbla s'approchait de la côte du Timor oriental, il pénétra dans des eaux officiellement encore indonésiennes.
Un sous-marin indonésien de la classe Cakra effectuait des patrouilles de routine dans la mer de Timor, lorsque son sonar a détecté plusieurs navires de surface non identifiés se dirigeant vers Dili. Le commandant du sous-marin a ordonné au navire de se mettre en immersion périscopique. Les navires de surface non identifiés se sont avérés être un convoi de trois navires : le Kanimbla et deux frégates de la Royal New Zealand Navy. Le capitaine du sous-marin ordonna des préparatifs pour le tir de torpilles. Alors que les équipages des frégates néo-zélandaises étaient au courant de la présence d'un sous-marin, ils n'ont pas été en mesure de déterminer sa position exacte. À ce moment-là, le commandant du Kanimbla a communiqué avec le gouvernement australien au sujet de la situation et Canberra a contacté Jakarta pour demander l'autorisation aux navires INTERFET d'entrer dans les eaux indonésiennes et de se diriger vers Dili. Le sous-marin a reçu l'ordre de ne pas gêner le convoi. Il a ensuite refait surface et a suivi le convoi pour le reste de son voyage.

## Navires en classe
| Nom                | Numéro de coque | Constructeur                 | Commandé     | Couché           | Lancé             | Mis en service | Statut |
| ------------------ | --------------- | ---------------------------- | ------------ | ---------------- | ----------------- | -------------- | --- |
| KRI Cakra (401)    | 401             | Howaldtswerke-Deutsche Werft | 2 avril 1977 | 25 novembre 1977 | 10 septembre 1980 | 18 mars 1981   | En service actif |
| KRI Nanggala (402) | 402             | Howaldtswerke-Deutsche Werft | 2 avril 1977 | Mars 1978        | 10 septembre 1980 | 6 juillet 1981 | A disparu le 21 avril 2021 et déclaré coulé le 24, à la suite de la récupération d'objets soupçonnés d'avoir fait partie du sous-marin, dont un redresseur de torpilles,. |

## Modernisation
La classe Cakra a subi des rénovations majeures à HDW pendant trois ans de 1986 à 1989. Ces rénovations étaient coûteuses et longues et ont peut-être découragé d'autres commandes à ce moment-là. Le Cakra a été réaménagé à Surabaya de 1993 à avril 1997, y compris les batteries de remplacement et le Sinbad TFCS mis à jour. Le Nanggala a reçu un radoub similaire d'octobre 1997 à mi-1999.
le Cakra a commencé un autre radoub au chantier naval de Daewoo, en Corée du Sud, en 2004. Il a été achevé en 2005. Les travaux auraient inclus de nouvelles batteries, la révision des moteurs et la modernisation du système de combat. Un réaménagement similaire du Nanggala a été achevé au début de 2012,.

## Disparition duNanggalaen 2021
Le 21 avril 2021, la marine indonésienne a annoncé que le KRI Nanggala (402), avec 53 personnes à bord, n'était pas revenu après un exercice de tir réel de torpilles SUT dans la mer de Bali,,. Le gouvernement indonésien a annoncé qu’une équipe de recherche avait été déployée et qu’ils avaient demandé l’aide aux gouvernements de Singapour et d’Australie pour les aider. La marine américaine et la marine indienne ont également répondu. L'Inde a envoyé son DSRV depuis Visakhapatnam et les États-Unis ont déclaré qu'ils envoyaient des ressources aéroportées.
Le 24 avril, l'Indonésie a officiellement déclaré que le sous-marin avait coulé à la suite de la récupération d'objets qui auraient appartenu au Nanggala, notamment un redresseur de torpilles et des tapis de prière. « Avec les preuves authentiques que nous avons trouvées, que nous croyons provenir du sous-marin, nous sommes maintenant passés de la phase de sous-marin manquant à celle de sous-marin coulé », a déclaré le chef de la marine Yudo Margono. Il a également déclaré que des scans ont détecté le sous-marin à 850 mètres de profondeur, nettement en dessous des 500 mètres qu'il est capable de supporter.